# Đảng Nhân dân (Thái Lan)
Đảng Nhân dân (tiếng Thái: พรรคประชาชน, Chuyển tự Hoàng gia: Phak Prachachon) là đảng  chính trị đối lập lớn của Thái Lan. Đảng này kế thừa Đảng Tiến lên đã bị Tòa án Hiến pháp Thái Lan giải thể vào ngày 7 tháng 8 năm 2024. Ban đầu đảng được thành lập vào năm 2012 với tên gọi là Đảng Thinkakhao và sau đó là Đảng Thinkakhao Chaovilai. Đảng Nhân dân vẫn tiếp tục thực hiện hệ tư tưởng tiến bộ của những đảng tiền thân. Hiện tại, đây là đảng lớn nhất và là đảng đối lập chính tại Hạ viện Thái Lan.

## Lịch sử
Đảng Nhân dân ban đầu được thành lập với tên gọi Đảng Thinkakhao vào năm 2012, sau đó đổi tên thành Đảng Thinkakhao Chaovilai. Trước khi trở thành Đảng Nhân dân, Đảng Thinkakhao Chaovilai có 10,474 thành viên vào tháng 8 năm 2024. Lãnh đạo đảng là Tul Tintamora và Alisa Sattayawirut. Trong cuộc tổng tuyển cử năm 2023, có 13 ứng cử viên đã được đưa ra tranh cử dân biểu hạ viện, nhưng sau cùng đảng đã không giành được ghế nào.
Trước phán quyết của Tòa án Hiến pháp Thái Lan về số phận của Đảng Tiến lên, có thông tin cho rằng Đảng Thinkakhao Chaovilai đã được chuẩn bị làm đảng kế nhiệm cho Đảng Tiến lên. Đảng Tiến lên đã bị tòa án giải thể vào ngày 7 tháng 8 năm 2024, trong đó có năm nghị sĩ của đảng bị cấm tham gia chính trường. Sau khi giải thể, tất cả 143 nghị sĩ còn lại đều gia nhập Đảng Thinkakhao Chaovilai. Các cuộc họp sau đó được tổ chức để bầu ra ban điều hành mới của đảng, với Natthaphong Ruengpanyawut được bầu làm lãnh đạo mới và tên được đổi thành Đảng Nhân dân.  Đảng Nhân dân có chung tên tiếng Thái với bốn đảng lịch sử, gần đây nhất là vào năm 1998. Một số nhà bình luận lưu ý rằng tên tiếng Anh của đảng có thể là một sự ám chỉ cố ý đến Khana Ratsadon, nhóm đã lật đổ chế độ quân chủ chuyên chế ở Thái Lan, tên thường được dịch sang tiếng Anh là Đảng Nhân dân.
Đảng chính thức ra mắt vào ngày 9 tháng 8 năm 2024. Đến cuối ngày, số lượng thành viên đã tăng lên gần 40.000 người.

## Ý thức hệ chính trị
Đảng Nhân dân đã tuyên bố rằng hệ tư tưởng chính trị của họ là tự do, bình đẳng, bác ái. Lãnh đạo đảng Natthaphong Ruengpanyawut tuyên bố rằng đảng vẫn sẽ theo đuổi việc sửa đổi luật khi quân của Thái Lan, một vấn đề đã khiến đảng tiền nhiệm của nó là Đảng Tiến lên gặp rắc rối pháp lý và cuối cùng đã bị giải tán.